# Kärrkammossa
Kärrkammossa (Helodium blandowii) är en bladmossart som beskrevs av Warnstorf 1905. Enligt Catalogue of Life ingår Kärrkammossa i släktet Helodium och familjen Thuidiaceae, men enligt Dyntaxa är tillhörigheten istället släktet Helodium och familjen Thuidiaceae. Arten är reproducerande i Sverige. Inga underarter finns listade i Catalogue of Life.